# 인천은송중학교
인천은송중학교는 인천광역시 연수구에 있는 공립 중학교이다.

## 학교 연혁
- 2025년 3월 1일 : 개교
- 2025년 3월 1일 :신입생,전입생 519명 입학